# Yohei Hayashi
Yohei Hayashi (林 容平 Hayashi Yōhei?, nacido el 16 de julio de 1989 en Sayama, Saitama)es un futbolista japonés que se desempeña como delantero.

## Trayectoria

### Clubes
| Club            | País  | Año         |
| --------------- | ----- | ----------- |
| FC Tokyo        | Japón | 2012 - 2016 |
| Fagiano Okayama | Japón | 2014        |
| Oita Trinita    | Japón | 2014        |
| FC Tokyo sub-23 | Japón | 2016        |
| Oita Trinita    | Japón | 2017 -      |
| Blaublitz Akita | Japón | 2019 -      |

## Estadística de carrera

### J. League
| Club            | Año   | J. League | J. League | Copa J. League | Copa J. League | Total | Total |
| Club            | Año   | Part.     | Goles     | Part.          | Goles          | Part. | Goles |
| --------------- | ----- | --------- | --------- | -------------- | -------------- | ----- | ----- |
| FC Tokyo        | 2012  | 1         | 0         | 0              | 0              | 1     | 0     |
| FC Tokyo        | 2013  | 3         | 0         | 1              | 0              | 4     | 0     |
| Fagiano Okayama | 2014  | 15        | 1         | -              | -              | 15    | 1     |
| Oita Trinita    | 2014  | 20        | 7         | -              | -              | 20    | 7     |
| FC Tokyo        | 2015  | 11        | 0         | 5              | 2              | 16    | 2     |
| FC Tokyo        | 2016  | 0         | 0         | 0              | 0              | 0     | 0     |
| FC Tokyo sub-23 | 2016  | 20        | 7         | -              | -              | 20    | 7     |
| Oita Trinita    | 2017  | 14        | 1         | -              | -              | 14    | 1     |
| Total           | Total | 84        | 16        | 6              | 2              | 90    | 18    |